# Lauren Klein
Lauren Klein és una acadèmica nord-americana que treballa com a professora associada i directora del Digital Humanities Lab de la Universitat Emory. Klein és més coneguda pel seu treball en humanitats digitals i per ser coautora del llibre Data Feminism amb Catherine D'Ignazio.

## Primers anys de vida i educació
Klein va estudiar literatura comparada i informàtica a la Universitat Harvard. Abans de tornar a l'escola de postgrau, va treballar com a desenvolupadora de programari i missatgera de bicicletes. Va rebre el seu doctorat en Estudis Anglesos i Americans del Graduate Center, CUNY el 2011.

## Carrera i recerca
Klein es va incorporar a l'Escola de Literatura, Mitjans de Comunicació i Comunicació de l'Institut de Tecnologia de Geòrgia com a professora ajudant, on va ensenyar al programa Computational Media. També hi va fundar el Digital Humanities Lab. El treball del seu laboratori sobre el projecte Shape of History va atraure una nova atenció a l'esquema de visualització de dades oblidat creat per Elizabeth Palmer Peabody al segle XIX. El 2017, va ser nomenada una de les "estrelles emergents de les humanitats digitals" per Inside Higher Ed.
La investigació de Klein, que combina mètodes quantitatius i investigació arxivística, proposa una manera d'"integrar la teoria de la raça, el gènere i la teoria postcolonial amb l'aprenentatge informàtic per desenvolupar metodologies per dur a terme investigacions en arxius carregats de biaix". És l'autora de An Archive of Taste: Race and Eating in the Early United States, que va ser publicat per la University of Minnesota Press. És coautora, amb Catherine D'Ignazio, de Data Feminism, que va ser publicat per MIT Press. Data Feminism va ser nomenat llibre de "llegir obligatòria" per la revista WIRED i finalista del Premi PROSE 2021. Klein també és coeditora, amb Matthew K. Gold, de la sèrie de llibres Debates in the Digital Humanities, un "campanar d'humanitats digitals" que ofereix un "model híbrid per a textos d'accés obert que es publiquin tant en espais experimentals en línia com tradicionals formes d'impressió".
El 2019, Klein es va incorporar la Universitat Emory com a professora associada d'anglès i teoria i mètodes quantitatius.

## Obres
- D'Ignazio, Catherine. Data Feminism.  The MIT Press, October 3, 2023, p. 328. ISBN 9780262547185.
- Klein, Lauren F. University of Minnesota Press, 12-05-2020. DOI: 10.5749/j.ctv10vkzpd.